# Iron Kid
Iron Kid (en coreano: 아이언 키드) es una serie animada en CGI, producida por BRB Internacional en España, DesignStorm y Daiwon C&A Holdings en Corea del Sur y por Manga Entertainment en Estados Unidos. Se estrenó en Corea del Sur en KBS2 el 6 de abril de 2006 y luego comenzó su emisión en Europa por varias estaciones (TVE, Jetix Francia, Jetix España, TV1, Mediaset, etcétera) en otoño de 2006. Su estreno en España fue el 18 de noviembre de 2006 en el Jetix.En Latinoamérica se estrenó en diferentes señales (por Televisa en México, en Chile por La Red y por Ecuavisa en Ecuador, además de la señal Jetix) y en Estados Unidos debutó por medio del bloque del sábado por la mañana Kids' WB de la señal The CW entre la primavera y el otoño de 2007 bajo el título de Eon Kid. En el año 2021 fue estrenada en las plataformas de video bajo demanda Prime Video y Filmin.
La historia se centra en Marty, un niño que excava piezas antiguas de robot para luego venderlas. Un día, descubre el Puño de Eon que se inserta en el brazo de Marty luego de cobrar vida, dándole al mismo tiempo asombrosas habilidades de lucha que le harían saber que él es el "último superviviente y heredero de la familia Eon".

## Información de la producción
- Formato: 26 episodios (de aprox. 26 minutos)
- Genero: ciencia ficción, acción, aventura, comedia
- Medio: Animación 3D CGI
- Productores: BRB Internacional, DesignStorm, Daiwon C&A Holdings y Manga Entertainment

## Historia
En un futuro muy lejano, Marty, un pequeño niño emprendedor de 11 años, se dedica a excavar junto a su padre en busca de piezas de robot para luego venderlas. Cierto día encuentra inesperadamente el Puño de Eon (aunque en realidad es Buttons quien lo encuentra). Este puño tiene más de 100 años de antigüedad, y fue utilizado por el guerrero Eon para derrotar al General y así acabar con la guerra que éste desató.
Este brazo, al activarse, se acopla al brazo de Marty, otorgándole asombrosas habilidades de lucha y superpoderes, convirtiéndolo así en el protagonista de una lucha ancestral entre el bien y el mal, que empieza a despertar tras 100 años de paz.
Empiezan entonces a perseguirlo los ninjas de Black Beauty, lugarteniente del General, por lo que debe dejar a su padre y huir de casa, para emprender un viaje por todo el Gran Desierto. En su camino se encontrará con robots, cazarrecompensas, guerreros legendarios y algún que otro bandido humanoide.
Pero eso sí, no está solo. En esta larga travesía lo acompañan dos fieles amigos: Buttons, su perro, un robot muy parlanchín, siempre metido en problemas pero siempre fiel a Marty, y Ally, una chica de su edad.
Ally es una chica prodigio, cuyas capacidades son usadas por el duque Von Rhymer para descifrar unos códigos informáticos que permiten reactivar el destructivo arsenal del General, que pronto revivirá para desatar una nueva guerra. Cuando Ally se entera de la verdad, huye de la Torre de Hierro, lugar en donde pasó su infancia bajo la vigilancia del duque, y se une a Marty para vivir con él este largo recorrido a Ciudad Cristal.
Al poco tiempo, se enteran de que el Puño Robot que Marty tiene en sus manos, es en realidad el legendario Puño de Eón, por lo cual se comienza a divulgar la noticia de una recompensa por la cabeza de los muchachos. Los chicos comenzaron a enterarse de esto tras ser capturados por Orange Mama, y así Marty fue obligado a combatir en el campeonato de lucha libre del Valle Naranja. Durante su primer combate, e involuntariamente, un escudo robot salió del puño y cubrió a Marty, protegiéndolo y aumentando sus capacidades para la pelea. Desde ese momento, Marty es bautizado como Iron Kid, 'el chico de hierro'.
En su travesía se encuentran con Gaff, un robot nómada, guardián de la familia Eón, cuya misión es proteger al Puño, a los miembros del clan Eón, e impedir que el cuerpo robot del malvado General se reconstruya en algún laboratorio secreto y lejano. En compañía de Ally, Marty emprende entonces un largo camino de instrucción y desarrollo propio del único ser humano capaz de desarrollar los heroicos planes que la familia Eón le tenía reservados, en donde, de a poco, se va transformando en el último heredero de la familia Eón.
Por campos de batalla abandonados, inexploradas montañas nevadas, rascacielos resplandecientes o el corrupto submundo de combate de robots Iron Kid nos brinda una carrera trepidante llena de aventura, acción, comedia y descubrimiento personal.

## Personajes

### Principales

#### Marty
Marty es el protagonista de la historia. Tiene 11 años. Es un niño optimista al que le gustan los retos y le chiflan las máquinas. Marty es descendiente también del linaje de la familia Eon, Charlie el que creía que era su padre no es su verdadero padre sino el administrador del verdadero padre de Marty que luchó hace 10 años en una batalla contra las fuerzas del General para impedir que consiguieran el puño, en esa batalla falleció pero antes encargó a Charlie que cuidase de su hijo y que lo educase como si fuera el suyo. Todo esto se lo explica Gaff a Marty en el capítulo 11 cuando Rhymer secuestra a Ally.

#### Ally
Ally es la hija adoptiva del duque Von Raymer, el malvado presidente de la Torre de Hierro, de la que Ally escapa, luego de saber que su padrastro, está ayudando a reconstruir al General y a su ejército para llevar a cabo sus planes maléficos. Es una niña con un talento único y especial para descifrar códigos informáticos de las bases de datos codificadas de los robots centenarios, habilidad de la cual su padre adoptivo se estaba aprovechando. Aunque siempre ha vivido encerrada en la Torre de Hierro, poco a poco se acostumbra a la vida en el mundo exterior, se convierte en la mejor amiga de Marty, e incluso, se convierte en la agente joven más prometedora del CDF (Cuerpo Central de Defensa del Gobierno Federal), responsable de detener al Gigantor. Durante varios momentos en la serie, la relación de Marty y Ally es de algo más que amistad.

#### Buttons
Es el perro robot de Marty, y su mejor amigo. Aunque siempre se queja, acompaña a Marty dondequiera que vaya. No para de fastidiar, y peor aún, es difícil hacerlo callar. Además, a Buttons no le cuesta nada asumir sus responsabilidades, como todo perro. Ya avanzada la historia, una actualización de su sistema le permite convertirse en un robot técnicamente más poderos, gracias a lo cual pronto será no solo un buen amigo de Marty sino también un importante (y algo más útil) miembro de su equipo, ya que aprende la técnica de los pasos voladores con el Maestro Yan, lo que lo vuelve extremadamente veloz.

#### Gaff
Gaff es el guerrero robot responsable de proteger a la familia Eon. Ha custodiado el Puño durante un siglo a la espera del heredero legítimo de Eon, desde el día en que este muriera en el campo de batalla tras derrotar al General. Es un luchador muy dotado, con aspecto de samurái con armadura roja y blanca. Pelea con una katana negra de filo rojo, llamada Espada Dragón.
Después de incontables batallas con los seguidores del General que intentaban apoderarse del Puño de Eon, encuentra por fin a Marty. Desde ese momento, Gaff lo sigue a todas partes, lo protege y le aconseja sobre cómo convertirse en el legítimo heredero del Puño. Enigmático, lacónico y silencioso, es  protector y servidor de Marty. Es muy fuerte y tiene gran dominio de la espada, tal que destruyó él sólo a todo un escuadrón combinado de robots ninja y de hachas verdes con su espada. También se ha enfrentado a los Centauros Acorazados, a Jack Acero, a Khan e incluso al mismísimo General.

### CDF
El CDF (Cuerpo de Defensa Federal) es una agencia paramilitar que mantiene la paz global, fundada después de la guerra contra el General y sus tropas. 

#### Gibson
Es el comandante humano del CDF, veterano de la guerra contra el General. Es bajo y fornido, con bigote y gafas de sol; además, debido a haber perdido un brazo en la guerra, se ve obligado a usar un brazo cibernético a partir del codo derecho. Gibson es serio y desconfiado, pero posee gran experiencia en el combate de campo, y se preocupa por sus hombres, ordenando que se retiren en caso de no poder afrontar operaciones de riesgo muy elevado.

#### Kelly
La secretaria humana de Gibson, y su segunda al mando, encargada de la división de investigación y desarrollo del CDF. Es muy inteligente, y confía ciegamente en el CDF. 

#### Capitán Magnum
Un capitán robot del CDF, líder de sus tropas. Es un fornido robot con armadura azul (similar a la que visten las tropas de tierra del CDF, aunque aparentemente de un nivel superior) que dispone de misiles múltiples, de cañones en sus brazos y de una superarma dual especial llamada "Gigacañón Tempestad". Magnum confía en su enorme potencia de fuego para atacar a distancia, aunque también se lo ha visto luchar cuerpo a cuerpo. Posee una enorme resistencia física, ya que es capaz de aguantar la mayoría de ataques de sus adversarios. Magnum es un guerrero extremadamente poderoso, que se hace valer por haber derrotado a los adversarios más fuertes; de hecho, fue capaz de plantar cara a Lluvia, de los Cuatro Barones Invencibles, y de retener él sólo al Gigantor con su cañón. También se ha enfrentado a Scar, saliendo victorioso, a Khan y al General, contra el que no pudo hacer gran cosa debido a su inmenso poder. 
Es enviado por Gibson a buscar una fuente de energía poderosa que han localizado, donde se encuentra con Scar y luchan en el bosque, hasta que Scar parece derrotado y se marcha. En los últimos cápitulos Magnum es dañado por el golpe de un controlado Shadow, que lo deja vivo pero en mal estado, aunque al final de la serie es reparado. 

#### Violeta
Agente especial del CDF que se infiltra en la Torre de Hierro haciéndose pasar por secretaria del presidente Rhymer para obtener más información sobre sus planes clandestinos. Es nombrada tutora de Ally cuando ésta se convierte en agente júnior del CDF. Su cuerpo es violeta rosado, con rostro más humano que el de sus compañeros y ojos azules. Así mismo, su estilo de lucha se basa en potentes patadas estilo kárate complementadas con ondas y campos de fuerza sónicos, aunque Violeta prefiere evitar la confrontación directa.
Aunque es dura en combate, tiene muy buen corazón. Trata a Ally como a una hermana y entre ellas nace una sólida amistad. Demuestra su valentía enfrentándose a Khan para proteger a Ally, en cuya batalla resulta herida. También ayuda a Ally y Buttons a adentrarse en el Gigantor.

#### Shadow
Un robot del CDF rehabilitado después de una larga trayectoria como delincuente. Su armadura es ligera y de color blanco, y lleva todo el rostro permanentemente cubierto, a diferencia de los demás personajes. Su rasgo más destacable son las ocho extremidades polivalentes en forma de cadena que surgen de su espalda, pudiendo usarlas como arpones o armas punzantes; además, según se menciona, está equipado con más de 108 accesorios de combate. Shadow usa varias habilidades de combate cuerpo a cuerpo similares a la capoeira, aunque su mejor técnica es el llamado "Tifón Sombra", con la que ataca usando sus cadenas en espiral. Shadow no posee mucha resistencia, aunque sí una enorme agilidad, y fue capaz de mantener un combate en solitario contra los Cuatro Barones Invencibles a la vez durante un tiempo considerable.
Shadow fue creado para el espionaje, la vigilancia y reconocimiento tácticos, además de agente especial para misiones secretas de alto riesgo . Para capturarlo, fueron necesarios 18 meses de intensa búsqueda para encontrarlo y 20 unidades del CDF para contenerlo, pudiendo ser detenido únicamente gracias a la intervención del Capitán Magnum para incapacitarlo y capturarlo. Después de examinarlo y hacer muchas pruebas, el resultado del programa de rehabilitación fue un 99,97% de fiabilidad. El General lo posee en la batalla final para atacar a Magnum y Marty, pero vuelve en sí tras un breve pero emotivo discurso de este último.
Se ha enfrentado a los Cuatro Barones Invencibles, primero contra todos ellos, y después únicamente contra Lluvia. También ha luchado contra los Centauros Acorazados y contra el General. 

#### Cammo
El sargento de las tropas de tierra del CDF, a las órdenes de Magnum. Es un robot humanoide con una armadura marrón camuflaje y dos característicos trazos rojos en las mejillas, experto en armas de fuego. Se encarga de operaciones varias, como atrapar a Jack Acero, o dirigir a las tropas en campo abierto.

#### Ace
Es uno de los comandantes del CDF. Es el encargado de dirigir la Fuerza Aérea, el Escuadrón de Ases. Es un robot enorme de color rojo vivo, con dos brazos que convierte en alas para volar. Es enviado a una persecución en carretera a Jack Acero, aunque no consigue atraparle.

#### Tremo
Es un robot perteneciente al ejército de tierra del CDF. Es grande y naranja, equipado con taladros. En combate se transforma en una máquina excavadora, pudiendo atravesar el suelo para moverse bajo tierra; su estilo de combate se basa en cargas de fuerza bruta, para lo que aprovecha su gran potencia física y de melée. Es vulnerable a los poderes psíquicos, como los de Black Beauty.

### Infantería del CDF
La infantería del CDF está compuesta por robots humanoides. Estos van armados con fusiles y lanzamisiles de disparo rápido. A pesar de esto, no son rivales para los robots del General ni para el Gigantor, pero poseen un gran valor incluso en las situaciones más desesperadas.

### Fuerzas del General

#### El General
El guerrero más poderoso que el mundo ha conocido nunca. Nació cuando todas las naciones unieron sus esfuerzos tecnológicos e implantaron un cerebro sobrehumano en un cuerpo robótico. El objetivo era el de combatir a los Gigantors y destruirlos en la Primera Guerra Robot. Pero, al finalizar la guerra, el General se volvió, contra todo pronóstico, el enemigo. Resuelto en extender sus dominios, el General desencadenó una lucha por el poder, la Segunda Guerra Robot. Derrotado por Eon, el antepasado de Marty, todo lo que quedó del General fue su cerebro, que ha sido cuidadosamente preservado por sus seguidores. Estos intentan reconstruirlo en secreto y sólo el puño de Eon puede detenerlos. Por desgracia, desde su derrota, el general ha perdido su sentido del honor, y ahora es más despiadado y peligroso que antes.

#### Khan
El segundo al mando del General, Khan es otro veterano de la Segunda Guerra Robot que ya estuvo a su servicio anteriormente, y fue él el que decidió revivirle con la ayuda de Chen. Pero al ver los nuevos planes del General, los consideró poco honorables, viendo al doctor Chen como el culpable y tratando de matarlo, pero el General defiende a Chen y expulsa a Khan violentamente. Cuando los centauros acorazados están a punto de acabar con el Marty le salva.
Es un robot con aspecto de guerrero de la antigua China, capaz de manejar el viento y de disparar con múltiples misiles. Aunque sólo pelean una vez, nombra a Magnum como su más digno rival.

#### Doctor Chen
El genio científico que dirige los intentos de reconstruir al gran General, lo último en ingeniería robótica. Termina por convertirse en el estratega jefe del General cuando se proponen apoderarse del mundo.
El Dr. Chen carece por completo de sensibilidad o calor humano: es aún más frío que los robots que él mismo ha creado.

#### Scar
Un fornido robot asesino, tenaz y malvado, líder de los hachas verdes. Ganó fama de asesino en la segunda guerra robot como uno de los seguidores del General. Lucha con dos hachas gemelas enormes que lleva a la espalda. Es alto y verde oscuro, con una marca en un ojo con forma de cicatriz que le da su nombre. Parece tener cierta rivalidad con Black Beauty, con la que hace tándem ocasionalmente por orden del Doctor Chen.

#### Black Beauty
Una mortífera robot kunoichi al servicio del General. Lidera el escuadrón  de ninjas de las fuerzas del General, y encabeza la lista de los más buscados por el Gobierno Federal. Tiene aspecto femenino, es de color oscuro, especialmente negro. Su arma son las dagas negras que lleva en la espalda. Puede duplicarse y atacar a su rival con sus clones, como hizo con Gaff en la casa de los Eon. Es destruida por Gaff.

#### Jack Acero
El cuerpo Central de Defensa Federal (CDF) organiza constantes batidas para darle caza, pero nunca lo consiguen. Jack Acero (Steeljaw Jack) es un androide cazarrecompensas, especializado en armas de fuego que, al parecer, tiene predilección por vestirse de mafioso. Rhymer lo contrató para traer a Ally de vuelta a la Torre de Hierro, y más tarde se une a los subordinados del General. Marty lo destruye con la ayuda de Violeta cuando intenta impedir que rescaten a Ally de la Torre de hierro.

#### Eiger
Un poderoso robot sirviente del General. Fue congelado por Eon en un bloque de hielo, y luchó contra Marty para vengarse cuando éste llegó al monasterio de los Monjes Blancos. Es enorme y blanco, y es capaz de dominar el hielo y el frío.

#### Los Cuatro Barones Invencibles
Son cuatro robots que sobrevivieron a las guerras robot a los que el general ordena que eliminen a Marty. Son cuatro androides con aspecto de samurái dorado y marrón, cada uno especializado en un arma y con sus propias características. Sus nombres son Rayo, Viento, Nube y Lluvia, y sus habilidades van en armonía con el nombre, siendo capaces además de crear una gran tormenta combinando sus poderes. Estos cuatro guerreros atacan a Marty y Shadow en el glaciar, y son brevemente contenidos por este último antes de hundir el hielo alrededor de los fugitivos para hacerles caer al abismo, creyéndoles muertos. Después, mientras Marty pelea con Eiger, Shadow y el capitán Magnun contienen a uno de ellos. Luego son destruidos por Marty.

#### Los Centauros Acorazados
La caballería blindada del General, y las mejores tropas de primera línea usadas en la guerra robot. Gigantescos y ataviados con armaduras oscuras, estos robots centauroides son casi invencibles en el combate cuerpo a cuerpo, para el que usan electrovaras. Su líder es de color dorado y más fuerte que los demás. Son usados por el General para impedir el acceso a la Torre de Hierro, aunque son finalmente derrotados por Marty, Magnum, Shadow y Gaff.

#### Blackwyverns
Es la fuerza aérea del General. Tienen el aspecto de águilas o dragones blindados de color negro. Como armamento, tienen un cañón láser en la boca. Son empleados para recuperar a Scar y Black Beauty cuando son derrotados en la mansión de los Eon, para atacar la Torre de Hierro y para defender al Gigantor.

#### Hachas Verdes
Son un escuadrón de robots asesinos dirigidos por Scar. Su armamento consiste en dos pequeñas hachas, de ahí su nombre. Son de color verde, con un único ojo amarillo. Sus técnicas son el Hachas Verdes Seis y la Orquídea de la Muerte. 

#### Robots Ninjas
Son un escuadrón de robots ninja, comandados por Black Beauty. Sus armas son sus cuchillos y sus látigos. Son de color negro, con un ojo rojo triangular. Sus técnicas son el Látigo Pendular.

## Episodios
1. El Puño Legendario
Los comienzos de la Era Robot se vieron afectados por una Gran Guerra, que se encontró al mando de un tirano cyborg conocido como El General. La humanidad ya había perdido las esperanzas, hasta que un guerrero, llamado Eon, revertiría las cosas, destruyendo al General y sacrificándose en el proceso.
Han pasado 100 años, y uno de los pocos recuerdos que quedan de esta guerra, es el puño de guerrero Eon, que es encontrado por Marty (a quien el puño se le acopla en el brazo) y su perro Buttons. Junto con esto, nuestro protagonista conoce a Ally, quien escapaba de la Torre de Hierro, tras saber la verdad de su padrastro que pronto se revelaría.
2. El heredero del Puño
Los chicos son perseguidos por los Maxes, policías de la Torre de Hierro, quienes desde el principio buscaban a Ally tras su fuga. Marty le ofrece quedarse con ellos durante una temporada mientras arreglaban las cosas. Ally acepta, pero, al saber que seguirían buscándola, sólo se queda una noche, para luego continuar con su camino en solitario.
Marty y Buttons al darse cuenta de esto, van a rescatarla, sin embargo, ellos son rodeados por los Maxes. Aquí, es cuando Marty (sin darse cuenta) es controlado por el puño de Eon, siendo protegido de pies a cabeza por una armadura robot, lo que significa, que el puño ha encontrado a su heredero.
3. Comienza el viaje
Charlie, al ser atacado por un gigante robot, queda inconsciente por un largo rato. Una vez que despierta, él se entera de que los Maxes, van tras la búsqueda de los chicos, por lo que él, les pide que huyan hacia Ciudad Cristal. Antes de partir, Charlie entrega una cerradura (pieza clave en la familia Eon) a Marty.
Mientras tanto, Von Rhymer, el padrastro de Ally, furioso por su fuga, ofrece una gran recompensa por la cabeza de los muchachos.
Ellos huyen en un vehículo que horas más tarde, se descompone. Al ser rodeados por una banda de motociclistas, Marty intenta enfrentarlos, sin embargo, son salvados por George, un robot-camionero y ex-campeón del Torneo de Lucha del Valle Naranja, y quien ya sabía, sobre la recompensa.
4. La Fuerza no lo es Todo
Si bien George ya sabía sobre la recompensa por la captura de los muchachos, el no tenía ningún interés en entregarlos por dinero, sino que quería ayudarlos, en especial a Marty a quien le da consejos de lucha.
Mientras tanto, un chatarrero cazarrecompensas, que conoce a Marty desde muy pequeño, averigua sobre la famosa recompensa ofrecida por Von Rhymer, por lo que decide aprovechar esta oportunidad.
5. El Secreto de Ally
George queda herido luego de haber sido atacado por el robot del cazarrecompensas, sin embargo, Ally logra hacerle una reparación temporal, ya que esa, era una de las tantas cualidades de Ally, y que iban a ser aprovechadas por su padrastro Von Rhymer.
A la mañana siguiente, los chicos son atacados por una pandilla de motociclistas mucho más grande. Marty se enfrenta a ellos nuevamente, esta vez con la ayuda de George, que, a pesar de no estar completamente reparado, fue de gran ayuda.
Una vez que la pelea termina, sorpresivamente, los chicos son noqueados por una nube de gas naranja, que los adormecería. Antes de caer, Marty divisa a lo lejos, unos robots.
6. Orange Mama
Los chicos se encuentran aprisionados, pero Marty logra liberarlos usando la fuerza del Puño de Eon. Sin embargo, es llevado a otro lugar, en donde se le avisaría, de que el sería un nuevo participante en el Torneo de Lucha del Valle Naranja.
Marty no tiene otra opción más que aceptar.
7. El gran torneo de lucha libre
Marty, luego de aceptar participar en el gran torneo, es llevado a la arena de combate. Su primer rival es Sammpak.
Mientras tanto, Ally y Buttons son llamados por la nieta de Orange Mama, ya que ella, solo quería jugar. Ally intenta lo posible para averigüar un método de salida de la prisión, pero estaba mucho más preocupada por Marty, tras saber que él se encontraría participando en el Torneo de Lucha Libre.
Mientras la lucha transcurre, Sammpak está a punto de hacer su golpe final, sin embargo, Marty al no querer rendirse, involuntariamente, activa el Puño de Hierro, cubriéndolo de pies a cabeza con una armadura robot.
Finalmente, logra derrotar a su rival luego de propinarle un golpe en el aire, pero él queda inconsciente, luego de haber caído desde una gran altura.
8. La Lucha Continua
Marty despierta en la sala de luchadores, pero él, se llevaría una gran sorpresa al mirarse en el espejo, ya que aún trae la armadura puesta, incluso en su rostro. El piensa que se trataría de una broma, tratando de quitársela.
Finalmente, Marty es llevado a su segunda pelea, pero su rival queda noqueado, luego de que uno de los motociclistas, quisiera vengarse de él, peleando en la misma arena de combate.
9. Huida del Valle Naranja
En la tercera lucha de Marty, logra con éxito excapar de la Sala de Luchadores. Ally y Bottons están en las manos de Orage Mama, ¿lograra el Heredero de Eon, salvar a sus amigos?
10. El Ataque de los Maxes
El Robot-Luchador, con el que Marty tenía que pelear les ha perseguido tanto a él como a Ally y Bottons. Los amigos de Martin están en serios apuros, el Robot-Luchador, los ataca sin piedad para forzar el Heredero de Eon a que termine su combate. Bottons tendrá en esta ocasión una oportunidad única y lograra evitar que Ally salga lastimada, pero aun así no puede evitar que caiga durante este acto tan valiente de Bottons.
Cuando consiguen salir, nuestros protagonistas se encuentran con la nieta de Orage Mama, quien al final cede ante las palabras de nuestros héroes, para poder continuar su camino. Pero el Robot que quiso desde un principio pelear contra Marty no deja en su empeño y a punto esta de dañar a la nieta de Orage Mama, pero nuestro protagonista condigue evitar un mal mayor.
11. Frente al Destino
Marty, Ally y Buttons se encuentran en el camino con un robot que había contratado Von Rahymer, el jefe de la Torre de Hierro. Se trata de Jack Acero, un asesino con la misión de recuperar a Ally. Aunque Marty lo encaró, no logra salvar a Ally y Jack Acero se va con ella. Pero encontes apareció un robot que se presentó como Gaff, el protector de la Familia Eon. Le contró a Marty la verdadera historia: que él era el último descendiente de Eon, que Charlie no era su padre verdadero y que tendría que prepararse para pelear con el General, que está siendo reconstruido por sus seguidores. Después de pensarlo un rato y razonar, Marty llega a la conclusión de que si quiere salvar a Ally primero debe aprender a controlar sus poderes, por lo que acepta. Los tres ponen rumbo a la antigua casa de los Eon, donde estaba el último gran maestro.
12. Los 18 Hombres de Madera
Al entrar, Marty conoce al Gran Maestro Yang, anciano maestro de artes marciales que entrenó a toda la familia Eon. Marty pasa las pruebas que le impone practicando con un robot de madera para llegar al final donde tiene que llevar la armadura y derrotar a un robot de madera gigante.
13 Nace un Guerrero
Mientras Gaff protege la entrada a la casa de Eon, aparecen varios secuaces del General. Marty está con el Maestro Yang, el cual le da su fuerza para poder luchar tras pasar la prueba que le impone. Mientras tanto, el Capitán Magnum, miembro de la CDF, organización contra la Torre de Hierro, es mandado para buscar el epicentro de una rara cantidad de energía que en realidad es Marty. Al llegar, ve al Elegido de Eon con todos los secuaces del General derrotados.
14. Hacia la Torre de Hierro
Marty había tenido el permiso del Maestro Yang para ir a buscar a Ally y dejó a Buttons en la Casa Eon, Buttons entonces se propone practicar con el Maestro Yang para ser tan hábil como Marty y que no lo deje atrás. Marty había llegado muy rápido a la torre y entró como si nada. Pero a Ally le habían borrado la memoria y no se acordaba de nada. Cuando Marty llega a un piso y se encuentra con un gran robot que no puede destruir.
15. ¡Resiste, Ally!
Marty logra vencer al robot, al llegar al último piso se encuentra con Jack Acero. Al pelear con él se encuentra con una robot llamada Violeta, del CDF, que lo ayuda a vencerlo. Cuando Marty intenta hablarle a Ally, ella no le presta atención pero al rato recobra la memoria y se deja salvar. Pero al huir se encuentran con un robot que les impide el paso.
16. La Caída de la Torre
Marty deja que Ally y Violeta se vayan pero ni siquiera logra dar un golpe al robot que le quiere destruir hasta que vienen Gaff y el Capitán Magnun para ayudarlo cuando se dan cuenta de que no pueden con eĺ Gaff se va con Marty. Salen de la Torre de Hierro sin acordarse de que estaban en él último piso.
17. Pesadillas
Marty tiene una pesadilla y despierta en el CDF, Ally está allí, Ally le cuenta lo que había pasado. después vienen Gaff y Bottons, este último le muestra a Marty lo que había aprendido del Maestro Yang. A la noche: Marty se levanta porque había oído ruidos raros y se encuentra con un robot malo, súbdito del General al pelear con el queda malherido pero no físicamente sino mentalmente. Había perdido el control del puño.
18. Fuera de Control
Marty tiene otra pesadilla y pierde el control del puño, él con la armadura va por los pasillos del CDF destruyendo todo lo que se le enfrentaba. Al final Gaff logra paralo pero es herido.
19. Los Cuatro Barones Invencibles
Gaff se queda en el CDF para una reparación de su sistema, Marty va con Buttons de vuelta a la casa de los Eon. En el camino tienen varios problemas, lo peor es que les persigue uno de los cuatro varones invencíbles, un súbdito del General, pero logran llegar. El Maestro Yang les dice que se vayan con un vehículo al Templo del Alma de Hierro mientras él y los hombres de madera del templo Eón contienen al varón invencible. El templo es destruido pero el gran Maestro sobrevive. Cuando Marty y Buttons llegan se dan cuenta de que están en los glaciares, allí conocen a Sombra, un robot que venía a ayudarlos de parte del CDF, Sombra antes era un criminal, pero el CDF le reformó. Juntos llegan hasta un lugar donde se encuentran con una rara tormenta de nieve.
20. El Templo del Alma de Hierro
De la nada aparecen cuatro robots que quieren destruir a Marty, los cuatro varones invencibles. Cuando la líder de los robot provoca un terremoto Marty y sombra caen. Creyéndolo muerto los robots se van sin preocuparse por Buttons, pero Sombra había salvado a Marty y al final llegan al Templo del Alma de Hierro.
21. El General Despierta
Al entrar Marty usa la llave que le había dado Charlie, se encuentra con un holograma de Eon que le dice que su misión es destruir al General cueste lo que cueste, entonces le da su chii para que sea más fuerte. Después de salir del templo se encuentra con un gran robot esbirro del General que quiere venganza porque Eón le dejó congelado en el glaciar y ha estado 100 años así.
22. El Dios del Glaciar
Marty pelea con el robot y le vence dificultosamente. pero recuerda que hay algo mucho peor, El General reactivado. Va a otra parte del glaciar y pelea con el varón invencible que estaba peleando con Shadow y el capitán Magnum. Lo derrota, después va al CDF, pero sin Buttons. Al llegar al CDF se reencuentra con Ally, que le dice que ha descubierto que Von Rhymer la utilizó para reactivar un gran robot llamado Gigantor y que solo ella lo puede desactivar.
23. La Rebelión de Khan
El General empieza a controlar al Gigantor gracias al doctor Chen, pero uno de sus secuaces se rebela, Khan, el robot que ahbía atacado a Marty en la torre de Hierro. dice al general que el gigantor es un arma indigna e intenta atacar al doctor Chen, pero el General defiende a Chen y expulsa violentamente a Khan. Cuando los centauros acorazados lo van a rematar, Marty le salva.
24. ¡A la carga!
Todos pelean contra el General. Las tropas del CDF contiene al Gigantor con ayuda de voluntarios del Valle Naranja. Marty intenta entrar a la torre pero los centauros del General se lo impiden. Ally tiene una idea para entrar en el Gigantor y poder pararlo.
25. La batalla final (Parte I)
Marty logra entrar en la torre con ayuda de Gaff y Shadow. Dentro se encuentra a los tres varones invencibles que quedan y uno a uno los derrota. Ally logra entrar por una abertura al Gigantor con Buttons gracias a Violeta y el Capitán Magnum. Juntos buscan una pieza del enorme robot, el descodificador. Marty está frente al General.
26. La batalla final (Parte II)
Ally y Buttons encuentran el descodificador y Ally se pone a descodificar códigos. Ally y Chen pelean por el control del Gigantor. En el último piso de la Torre de Hierro, Gaff, el capitán Magnum y Marty pelean contra el General. Entonces, cuando el General ha vencido a todos menos a Marty este consigue derrotarle el solo. Al mismo tiempo Ally vence al doctor Chen en la lucha por el control del Gigantor, y este huye. Después aparecen Marty y Buttons en el remolque con Charly. Marty se acuerda que ese día era la conferencia de Ally en el CDF. La serie termina con la foto de todos juntos en el CDF.

## Doblaje
| Personaje | Elenco original (Corea) | Elenco de doblaje (España) | Elenco de doblaje (Latinoamérica) |
| --------- | ----------------------- | -------------------------- | --------------------------------- |
| Marty     | Son Jeong Ah            | Celia de Diego             | Carlos Siller                     |
| Ally      | Bak Seon Yeong          | Celia de Diego             | Lupita Leal                       |
| Buttons   | Lee In Seong            | Antonio Muñoz              | Jesús Guzmán                      |
| Violet    | Chae Eui Jin            | Marta Sáiz                 | Gwendolyne Flores                 |
| Gibson    | Lim Chae Heon           | Antonio Llano              | Mario Castañeda                   |
| Gaff      | Seong Wan Kyeong        | Antonio Llano              | Dafnis Fernández                  |
| Och       | Kim Il                  | Jaime Roca                 | —                                 |
| Tito      | Yoon Se Woong           | Adolfo Pastor              | —                                 |
| Waddy     | Yang Seok Jeong         | Adolfo Pastor              | Igor Cruz                         |

## Banda sonora
La banda sonora principal " Buscarás " ( wonderboy, versión inglesa ) fue íntegramente compuesta por Erik " Eatraxx " Nilsson y Sam Medina, el cantante de la misma.. 
La banda sonora original de la serie fue creada íntegramente por el compositor Javier Mellado.

## Videojuego
Una adaptación a videojuego fue lanzada para Game Boy Advance en 2007 exclusivamente en Corea del Sur.